# Дучке, Руди
Ру́ди Ду́чке (нем. Rudi Dutschke, полное имя Альфред Вилли Рудольф Дучке; нем. Alfred Willi Rudolf Dutschke; 7 марта 1940, Шёнефельд, Германия ― 24 декабря 1979, Орхус, Дания) — немецкий марксистский социолог и политик. Лидер западногерманского и западноберлинского студенческого движения 1960-х годов, ведущий представитель поколения немецких «новых левых»

## Биография

### Юность и учёба
Руди Дучке, четвёртый сын почтового служащего, провел годы своей юности в ГДР. Он активно посещал евангелистскую молодёжную общину Люкенвальде, где приобрел «религиозно-социалистические» взгляды. Будучи спортсменом (десятиборье), он первоначально хотел стать спортивным репортёром и вступил в 1956 году в Союз свободной немецкой молодёжи (ССНМ).

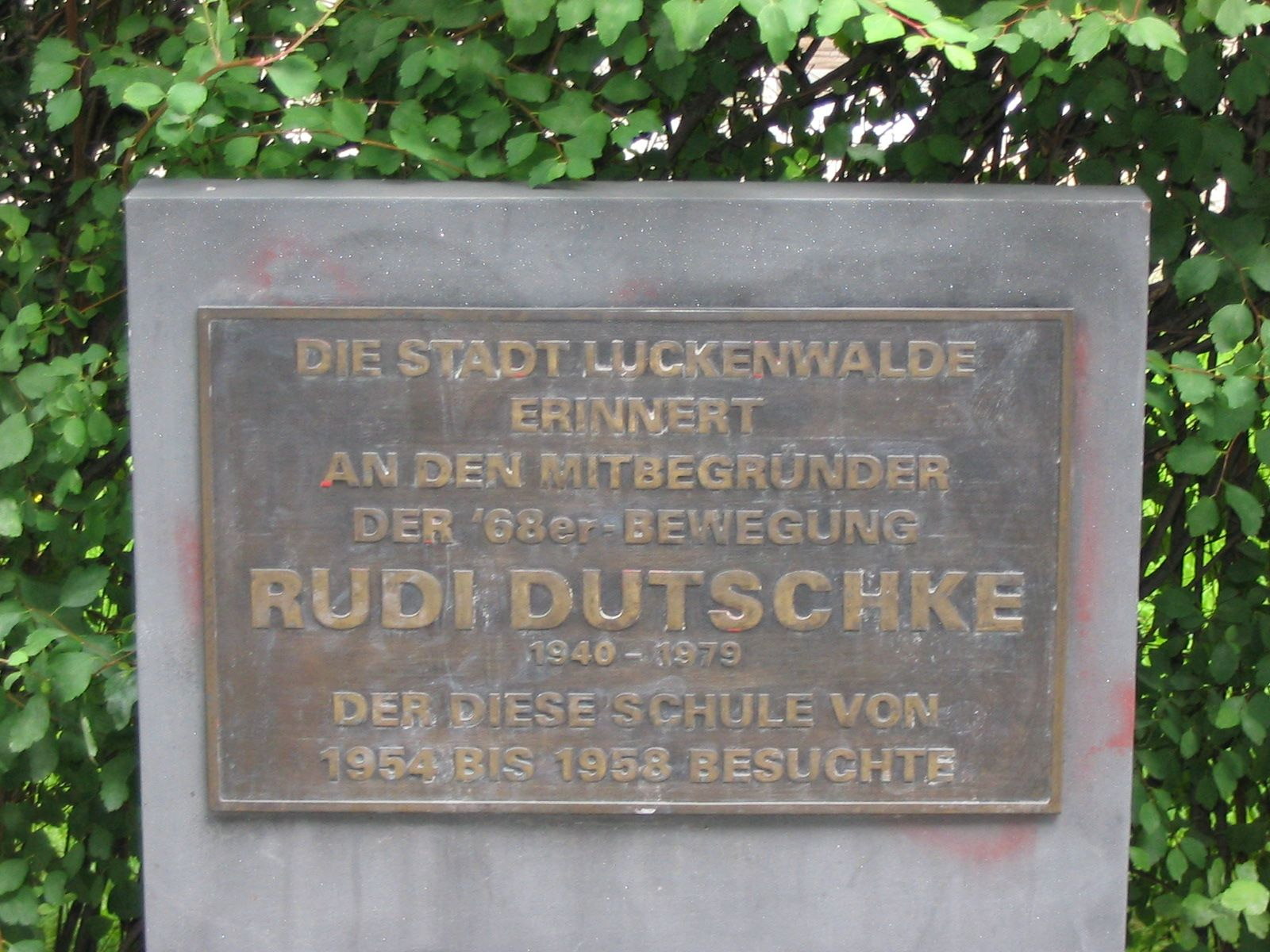
Памятная доска возле люкенвальдской гимназии

Большое влияние на него оказало венгерское восстание 1956 года. Он вступил в партию Демократического социализма, которая в равной мере дистанцировалась от США и СССР, и стал критично относиться к правившей в ГДР Социалистической единой партии Германии. Он воспринимал старые структуры и менталитет Восточной Германии такими же скрыто фашистскими, как и в Западной Германии, несмотря на антифашистскую политику ГДР.
В 1957 году Дучке открыто выступил против милитаризации ГДР и за свободу передвижения. Он отказывался от службы в Национальной народной армии (в то время добровольной) и призывал других следовать его примеру. После поступления в гимназию в 1958 году и после окончания учёбы по специальности «Промышленное предпринимательство» на Люкенвальдском народном предприятии власти ГДР воспрепятствовали обучению Дучке на тренера по десятиборью.
Дучке стал ездить в Западный Берлин, где он поступил в Асканийскую гимназию, так как дипломы ГДР не признавались на Западе. Он зарабатывал на жизнь спортивными репортажами, в частности, для таблоида B.Z. издательского концерна Акселя Шпрингера. В 1961 году незадолго до возведения Берлинской стены он окончательно переехал в Западный Берлин и начал изучать социологию, этнологию, философию и историю в Свободном университете Берлина.
14 августа 1961 года Дучке и несколько друзей попытались снести часть того, что должно было стать Берлинской стеной, с помощью веревки и забросали её листовками. Это была его первая политическая акция.
Сначала Дучке изучал экзистенциализм Мартина Хайдеггера и Жана-Поля Сартра, а вскоре после этого — марксизм и историю рабочего движения. Он читал ранние работы Карла Маркса, работы марксистских философов Георга Лукача и Эрнста Блоха, а также представителей Франкфуртской школы (Теодор Адорно, Макс Хоркхаймер, Герберт Маркузе). Большое влияние на него оказала американская студентка теологии Гретхен Клотц (позднее ставшая его женой), благодаря ей он читал работы таких теологов, как Карл Барт и Пауль Тиллих. Его первоначально христианский социализм стал вполне марксистским. При этом он всегда подчёркивал право на свободу действий индивида независимо от общественного мнения.

### Студенческое движение
С самого начала Дучке связал свою учёбу с практической деятельностью. Он издавал журнал «Напор» («Anschlag»), публикуя там критику капитализма, дискутируя о проблемах третьего мира и новых политических организационных формах. ССНС (нем. Sozialistischer Deutscher Studentenbund — SDS) считал это издание «анархистским» из-за его акционистской направленности.
В 1962 Дучке вместе с Берндом Рабелем основал берлинскую группу мюнхенского «Подрывного действия», считавшего себя частью Ситуационистского Интернационала. В декабре 1964 г. он совместно с «Кружком за Третий мир» (Dritte-Welt-Kreis) организовал демонстрацию против государственного визита конголезского сепаратистского диктатора Моиза Чомбе, в которой также принял участие берлинский ССНС. В январе 1965 г. Дучке и его группа вступили в ССНС. В феврале 1965 г. ССНС избрал Дучке в свой Политсовет. С января 1965 года до конца 1966 года Дучке вместе с Гарри Ристоком проводил семинар по истории социал-демократии, на котором резко критиковал СДПГ. С февраля 1965 года он был одним из организаторов информационных вечеров ССНС о войне во Вьетнаме. В апреле 1965 года Дучке отправился с группой ССНС в Советский Союз, который он охарактеризовал как несоциалистическую, антикапиталистическую диктатуру.
С 1966 г. Дучке совместно с ССНС организовывал многочисленные демонстрации за реформу высшего образования, против «Большой коалиции», «чрезвычайного законодательства» и Вьетнамской войны. Растущее студенческое движение объединило эти направления и тему критики национал-социалистического прошлого страны и стало основой «внепарламентской оппозиции» (Außerparlamentarische Opposition — APO).
23 марта 1966 г. Дучке женился на Гретхен Клоц. В мае он принимал участие в подготовке федерального Вьетнамского конгресса в Международном новостном и исследовательском институте (нем. Internationales Nachrichten- und Forschungs-Institut) (Франкфурт-на-Майне). С основными докладами выступали известные профессора — представители Франкфуртской школы (в том числе Герберт Маркузе, Оскар Негт) и «традиционные» левые, сторонники СДПГ (Франк Деппе, Вольфганг Абендрот).
В том же году Дучке собирался писать докторскую работу о Лукаче под руководством профессора Ханса-Иоахима Либера, тогдашнего ректора Свободного университета. После разногласий вокруг политического мандата берлинского студсовета и использования помещений университета для акций против Вьетнамской войны Либер отказался продлить ассистентский контракт с Дучке в Свободном университете. Так закончился академический период жизни Дучке.
После того, как 2 июня 1967 г. полицейский на демонстрации против визита персидского шаха в ФРГ в Западный Берлин застрелил студента Бенно Онезорга, Дучке и ССНС объявили о начале по всей стране сидячих демонстраций (сит-ин) с целью вынудить власти довести расследование этого убийства до конца. Кроме того, они призвали к отставке ответственных за применение силы, а также к экспроприации издательства «Аксель Шпрингер». Студенты заявляли о причастности этого правого издательства, развернувшего кампанию травли студенческого движения в своих газетах, к убийству Онезорга. Однако в ответ влиятельные СМИ (такие, как «Шпигель», «Франкфуртер Рундшау» и «Цайт») объединились против студентов. Солидарность со студентами проявили лишь немногие профессора, в том числе друг Дучке Гельмут Голльвитцер.
После похорон Онезорга в Ганновере был созван конгресс «Вузы и демократия». В истории левого движения в ФРГ он стал роковым. Именно на этом форуме Хабермас упрекнул Дучке в провокации полицейского насилия и назвал его «левым фашистом».
Публичные дискуссии и интервью с Рудольфом Аугштайном, Ральфом Дарендорфом, Гюнтером Гаусом и др. сделали имя Дучке известным всей стране. Но для него самого был гораздо важнее контакт с молодыми рабочими. Он продемонстрировал это в феврале 1968 г. в Рурской области на организованной «Молодыми социалистами» полемике с Йоханнесом Рау на тему «Демократы ли мы?» В типичной для него антиавторитарной манере Дучке вел себя неуважительно к условностям, называл Рау «товарищем», критиковал парламентские ритуалы и институты и требовал создания «Единого фронта рабочих и студентов». Но достижению этой цели он сам часто препятствовал, используя академико-социологическую терминологию и демонстрируя свою интеллектуальность.
Дучке стал объектом нападок со стороны изданий концерна «Шпрингер» и зависимых от него правых региональных газет. Дучке ставились в вину его «уродливая внешность», «марксистский жаргон», «неопрятная одежда», то, что он приехал из ГДР, пресса делала намёки на его еврейское происхождение (что не соответствовало действительности). В 1967 г. на «гоу-ин» во время рождественской службы в берлинской Мемориальной церкви кайзера Вильгельма, пытаясь начать дискуссию о вьетнамской войне, Дучке подвергся нападению разъярённого священнослужителя, который сшиб его с ног и нанёс телесные повреждения.
В связи с проводившейся в то время реформой образования Дучке участвовал в организации «Критического университета» при Свободном университете Берлина. В течение зимнего семестра 1967—1968 гг. около 400 западноберлинских студентов самостоятельно проводили 33 рабочих кружка. Они занимались преимущественно вопросами реформы высшей школы и проблемами занятости выпускников вузов в условиях рынка; два кружка были посвящены темам «Экономический кризис и социальная политика в Западном Берлине» и «Правовое государство и демократия в Германии». Они хотели по примеру университетов Беркли и Парижа реализовать собственные представления об исконно-демократическом учении и начать создание «Контруниверситета», открытого для школьников и рабочих.
17-18 февраля в помещениях Технического университета Западного Берлина прошла Международная конференция по Вьетнаму (она должна была пройти в Свободном университете, но Академический сенат университета отказал в предоставлении помещений), в которой приняло участие несколько тысяч студентов. Заключительная демонстрация с более чем 12 тысячами участников была самой большой немецкой протестной акцией против вьетнамской войны. На ней Дучке призывал американских солдат к массовому дезертирству и к уничтожению НАТО. От его идеи покинуть предписанный демонстрации и охраняемый полицией маршрут и пройти к американским казармам пришлось отказаться, так как была велика опасность применения оружия охраной казарм.
На организованной Сенатом Западного Берлина и Организацией немецких профсоюзов проамериканской демонстрации 21 февраля 1968 г. участники несли плакаты с надписью «Враг народа № 1 Руди Дучке». Ученика пекаря Вилли Франка демонстранты перепутали с Дучке и избили, студент Карл Рихтер также был принят за Дучке и с трудом избежал расправы.

### Покушение на Дучке
11 апреля 1968 г. Йозеф Бахманн произвел три выстрела в Дучке перед офисом ССНС. Дучке получил смертельно опасные повреждения мозга и чудом выжил после многочасовой операции.
Мотивы Бахманна так и не были до конца выяснены; у него были найдены газетная фотография Дучке и экземпляр «Национальной газеты», что послужило основанием полагать о правоэкстремистских мотивах покушения. Многие студенты обвиняли издательство «Шпрингер» в сопричастности к покушению, так как оно много месяцев агитировало против Дучке и демонстрирующих студентов. Например, газета «Бильд» за несколько дней до покушения призывала «усмирить» «бунтарских вождей». На последующих акциях протеста дело доходило до нападений на здание издательства «Шпрингер» и поджигания его почтовых автомобилей.
В течение месяцев Дучке вновь учился говорить и запоминать. С 1969 г. он лечился в Швейцарии, Италии и Великобритании. В 1970 г. он начал учёбу в Кембриджском университете. После смены правительства в 1970 г. его разрешение на проживание было аннулировано, поэтому он переехал в Данию, где стал доцентом социологии в Орхусском университете.
Бахманна за попытку убийства приговорили к 7 годам тюремного заключения. Дучке какое-то время поддерживал с ним связь, объяснял, что не имеет ничего личного против него, и пытался приобщить его к идеям социализма. 24 февраля 1970 г. Бахманн покончил с собой в тюрьме. Дучке винил себя в том, что слишком редко писал ему: «… борьба за освобождение только началась; жаль, что Бахманн больше не может принять в ней участие…»

### Поздние годы
С 1972 г. Дучке снова ездил по ФРГ. Он искал общения с лидерами профсоюзов и социал-демократами (в том числе с Густавом Хайнеманном), чье видение о внеблоковой демилитаризованной объединённой Германии он разделял. 14 января 1973 он снова впервые после покушения публично произнес речь на демонстрации в Бонне против вьетнамской войны. С июля он несколько раз посещал Восточный Берлин и встречался там с Вольфом Бирманном, который с тех пор остался его другом. Он поддерживал контакт и с другими диссидентами СЕПГ: Робертом Хафеманном и Рудольфом Баро.
В 1974 г. он опубликовал свою диссертацию и через год получил стипендию Немецкого исследовательского общества (DFG) в Свободном университете Берлина. В феврале он вел публичную дискуссию о «Солженицыне и Левой», на которой он выступил за права человека в Советском Союзе и Восточном блоке. С 1976 г. он был членом «Социалистического бюро», «недогматической» левой группы, образовавшейся после распада ССНС. В её составе он работал над созданием партии, в которой он хотел объединить альтернативные зеленые и левые инициативы без участия К-групп (западногерманских маоистов и ходжаистов).

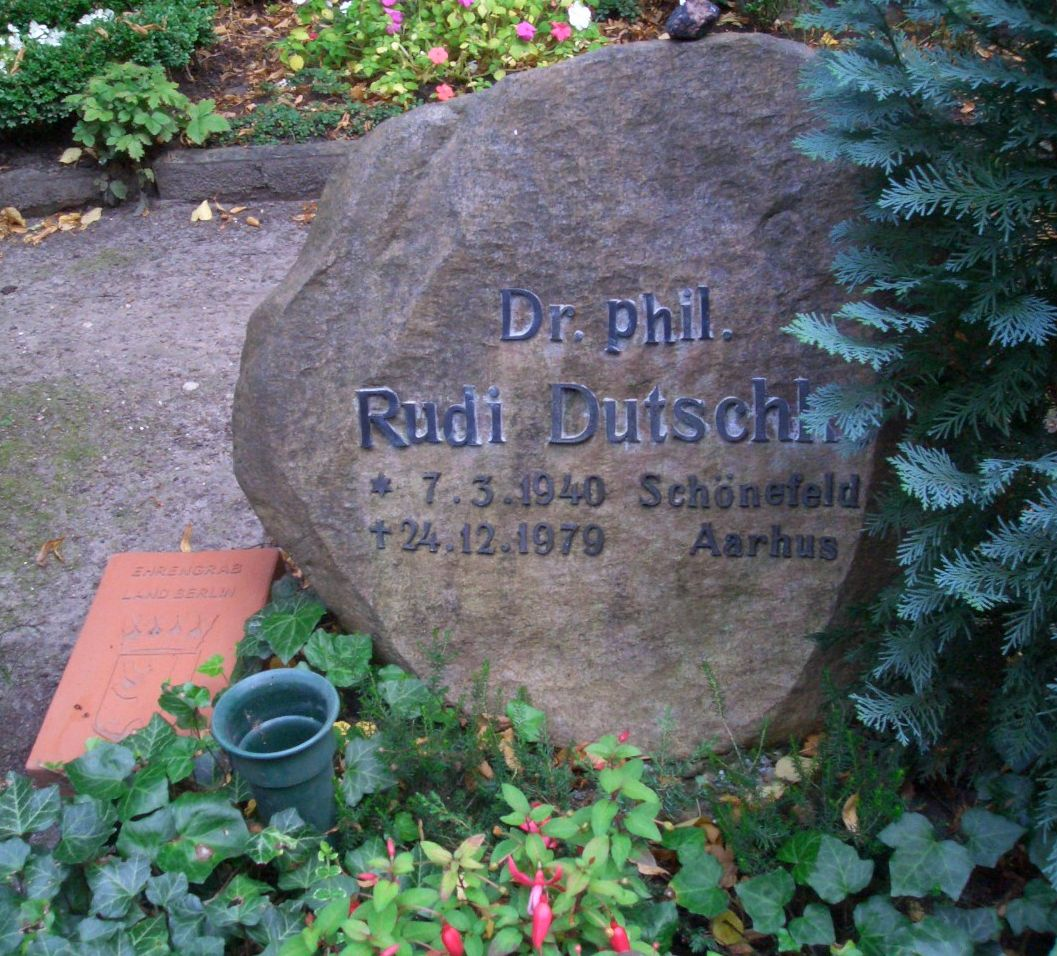
Могила Руди Дучке на кладбище Св. Анны, Берлин-Далем

В 1977 г. он стал свободным сотрудником левых газет и преподавателем Университета Гронинген в Нидерландах. Он предпринимал поездки с докладами о студенческом движении и принимал участие в «Международном трибунале Расселла» против «запретов на профессии» (Berufsverbot), а также в большой демонстрации противников атомной энергии в Вюль-ам-Кайзерштуле, Бонне и Брокдорфе.
После того, как в ГДР Рудольф Баро был приговорён к 8 годам тюремного заключения, Дучке в ноябре 1978 г. организовал и провел конгресс солидарности с Баро в Западном Берлине. В 1979 г. он стал членом Бременского «Зелёного списка» и участвовал в предвыборной кампании. После включения депутатов «Зелёного списка» в состав городского парламента Дучке был избран на учредительный съезд Партии зелёных.
Но за три недели до этого съезда, 24 декабря 1979 г., Дучке утонул в ванне из-за эпилептического припадка — отдалённого последствия черепно-мозговой травмы, полученной в результате покушения на его жизнь. 3 января 1980 г. он был торжественно похоронен на кладбище Св. Анны в берлинском районе Далем. Теолог Мартин Нимёллер уступил ему место своей могилы, так как других свободных мест не было. В похоронной процессии участвовало около 6000 человек; траурную речь произнёс Гельмут Голльвитцер.
Второй сын Дучке — Руди-Марек — родился в апреле 1980 г. в Дании. Его первый сын, 1968 г. рождения, получил имя Хоши-Че (нем. Hosea-Che), а дочь, родившуюся в конце 1968 г., назвали Поли-Николь.

## Взгляды

### Основная позиция
Дучке со времени своей юности считал себя антиавторитарным демократическим социалистом. Во время своей учёбы он стал убеждённым революционным марксистом, стоящим на позициях либертарного рабочего движения, дистанцируясь как от реформизма, так и от сталинизма. Он придерживался идей критического исторического материализма, но отвергал любой детерминизм исторического развития.
Целью Дучке было «полное освобождение человечества от войн, голода, антигуманного обращения и манипулирования» путём «мировой революции». Эту радикальную утопию он объединял с христианским социализмом своей юности, даже после того, как перестал верить в бога. В 1964 г. в Страстную пятницу он писал в своем дневнике о «величайшем революционере в мире»:
Иисус Христос указывает всем людям путь в себя — это завоевание внутренней свободы для меня неотделимо от завоевания высшей степени внешней свободы, к которой нужно стремиться с не меньшей, а то и большей силой
В 1978 г. при встрече с Мартином Нимёллером он заявил:
Я социалист, стоящий на позициях христианской традиции. Я горжусь этой традицией. Я рассматриваю христианство как специфическое выражение надежд и мечтаний человечества.

### Экономические воззрения
Дучке пытался применить к современности «Критику политической экономии» Маркса и усовершенствовать её. Он рассматривал экономическую и социальную систему ФРГ как часть системы мирового капитализма, пронизывающей все области жизни и подавляющей зависящих от своей заработной платы людей. Хотя социальная рыночная экономика позволяла пролетариату разделять благосостояние развитых индустриальных стран, в то же время она привязывала его к капитализму и вводила в заблуждение о фактическом соотношении сил.
Представительная демократия и парламентаризм были для Дучке выражением «репрессивной толерантности» (Герберт Маркузе), вуалирующей эксплуатацию рабочих и защищающей права собственников. Эти структуры он рассматривал как нереформируемые; они должны быть «перемолоты» в процессе долгого международного по содержанию, но разного по методам в разных странах революционного процесса, который он называл «долгим маршем через институты».
Дучке ожидал в ФРГ период застоя после «экономического чуда» 1950—1960-х гг.: в будущем перестанут выделяться субвенции непродуктивным секторам сельского хозяйства и добывающей промышленности. Следующее за этим массовое сокращение рабочих мест в позднем капитализме приведет к структурному кризису и все более глубокому вмешательству государства в экономику, то есть к «интегральному этатизму»: государство будет управлять экономикой, при этом формально сохраняя институт частной собственности. Это состояние может оставаться стабильным только при условии осуществления насилия по отношению к жертвам структурного кризиса.
В техническом прогрессе Дучке видел основу для социальных изменений: автоматизация, компьютеризация и использование атомной энергии в мирных целях постепенно приведут к отмене необходимости наёмного труда. Это ведёт к появлению дополнительного свободного времени, которое может быть использовано трудящимися в борьбе против «системы». Для необходимого переворота Западной Германии не хватало только «революционного субъекта». Основываясь на идеях книги «Одномерный человек» Герберта Маркузе, Дучке полагал, что «гигантская система манипуляции» создает «новое качество страданий масс, которые становятся неспособными к возвышению» до уровня самостоятельного критического анализа действительности. Германские пролетарии живут ослеплёнными, погруженными в «ложное сознание» и неспособными непосредственно воспринимать структурное насилие капиталистического государства. Поэтому «самоорганизация их интересов, потребностей и желаний» стала «исторически невозможной».

### Антиавторитарная провокация и антиимпериалистическое насилие
Как и многие его соратники по ССНС, Дучке полагал, что Вьетнамская война США, «чрезвычайные законы» в ФРГ и сталинистская бюрократия в Восточном блоке были частными аспектами мирового авторитарного капиталистического господства над угнетёнными народами. Однако условия для победы над мировым капитализмом в богатых промышленных странах и в Третьем мире были различными. Революция начнется не в высокоиндустриализованной Центральной Европе, как полагал Маркс, а в бедных и угнетенных странах «периферии» мирового капитализма.
Во Вьетнамской войне Дучке видел начало революционного развития, способного перекинуться на другие страны третьего мира. Он однозначно поддерживал вооруженную борьбу южновьетнамских партизан:
Эта революционная война ужасна, но ужаснее будут страдания народов, если люди путём вооруженной борьбы окончательно не отменят войны.
Дучке разделяет антиимпериалистическую теорию Франца Фанона, полагавшего, что направляемая «революционной ненавистью» освободительная война народов третьего мира должна, как об этом писал Ленин, разорвать «слабые звенья» в цепи империализма. Дучке солидаризовался с призывом Че Гевары «создать два, три, много Вьетнамов!»
Применительно к развитым западным странам Дучке полагал в качестве первого шага необходимым вводить в практику «субверсивные действия», то есть постоянно противодействовать законам буржуазного государства:
Санкционированные демонстрации должны быть превращены в проходящие нелегально. Надо обязательно искать столкновений с государственной властью. Один удар полицейской дубинкой просвещает сознание больше, чем сто теоретических кружков
«Антиавторитарные» протестные формы деятельности внепарламентской оппозиции — сит-ины, гоу-ины, бросание тухлых помидоров и тортов в иностранных дипломатов и в символы государственной власти, нарушение запретов на проведение демонстраций и несоблюдение предписанных мест и маршрутов демонстраций и т. д. должны заставить буржуазное государство скинуть свою «либеральную маску» и открыто проявить насилие, которое структурно присуще ему. «Организованная иррегулярность» и систематические нарушения правил буржуазного государства должны провоцировать его насильственную реакцию и через освещение в СМИ политизировать население. Его просвещение и «рациональное познание» скрытого государственного насилия должны помочь преодолеть «ложное сознание» и показать всем фактическую несвободу сопротивляющихся, деклассированных рабочих и безработных. Революционер должен революционизировать себя сам: это является «необходимым условием для революционизирования масс».
Убийство Бенно Онезорга потрясло многих людей и усилило протест во всей стране. Дучке хотел использовать обострение конфликта с государством для проведения революции, объективные условия для которой по его мнению уже созрели. 9 июня 1967 г. он говорил:
Развитие производительных сил достигло точки в процессе, где появляется материальная возможность устранить голод, войны и господства одних над другими. Все зависит от сознательной воли людей: осознание своей создаваемой ими же истории, власть над ней и её преодоление….
Дучке верил, что только дисциплинированная и организованная защита сможет подавить насилие государства и спасти человечество:
…только тщательно продуманные акции могут предотвратить убийства в настоящем и в еще большей степени в будущем. Организованное контрнасилие с нашей стороны является самой надёжной защитой.
21 октября 1967 г. он конкретизировал цели этой защиты:
Нарушение правил игры правящего кап[италистического] порядка приведет к явному вызреванию системы как „диктатуры насилия“, если мы будем атаковать узловые нервные точки системы (парламент, налоговые службы, здания судов, центры манипулирования типа издательства „Шпрингер“ или радио „Свободный Берлин“ (SFB), Америка-Хаус, посольства угнетенных стран, армейские центры, полицейские станции и др.) в самых различных формах (от ненасильственных манифестаций до конспиративных форм прямого действия).
При этом он делал различие между насилием над вещами и людьми: последнее он отвергал, хотя и не принципиально, а конкретно в условиях ФРГ. В то время он обдумывал и готовил практическое осуществление взрывов передающей мачты американского военного передатчика (American Forces Network — AFN) или корабля, доставляющего снабжение американской армии во Вьетнаме. Обе идеи остались невыполненными, так как нельзя было исключить возможность ранения невинных людей.
После смерти Онезорга Дучке радикализировал свои убеждения. Он видел в НАТО милитаристский инструмент для подавления социально-революционных движений в Третьем мире, и его волновала возможность участия бундесвера в этих делах, если бы США в одиночку были слишком слабы. В декабре 1967 г. в телевизионном интервью на вопрос Гюнтера Гауса, стал бы он сам сражаться с оружием в руках, он подтвердил возможность своего участия в вооруженных столкновениях:
Если бы я был в Латинской Америке, то я бы сражался с оружием в руках. Но я не в Латинской Америке, а в Западной Германии. Мы боремся за то, чтобы люди никогда больше не брались за оружие. Но это зависит не от нас. Мы не находимся у власти. Люди не знают о своей судьбе, и если к 1969 г. мы не добьемся выхода из НАТО, если мы будем вовлечены в процесс международных конфликтов, то конечно, мы будем использовать оружие; раз западногерманские войска будут сражаться во Вьетнаме, Боливии или ещё где-то, мы будем сражаться в нашей собственной стране.
В последующих интервью в конце 1967 г. Дучке подтверждал, что применение военной силы НАТО для подавления восстаний в странах третьего мира может стать причиной ответного насилия в странах-метрополиях:
«Мы не должны заранее отказываться от собственного насилия, так как это было бы карт-бланшем для организованного насилия системы».
Степень нашего ответного насилия определяется степенью репрессивного насилия правящих.
В этом же двойственном смысле для германской ситуации он считал приемлемым просвещение людей через нелегальный, но ненасильственный протест и был против партизанской войны. После покушения на его жизнь он сохранил эту позицию, но уделял больше внимания приписываемой ему концепции «марша через институты». В ретроспективе своей деятельности он рассматривал такое просвещение эффективным:
Вскоре после Вьетнамского конгресса пик фашистоидной тенденции спал.

### Отношение к терроризму
Дучке как антиавторитарный марксист отклонял разного рода концепции «кадров», которые изолировались от народа и затрудняли рост самосознания. Так же отрицал он и «индивидуальный террор», которым с 1970 г. после распада ССНС занимались различные леворадикальные группировки типа «Тупамарос Западного Берлина» или «Фракция Красной Армии» (нем. RAF — Rote Armee Fraktion).
9 ноября 1974 г. в тюрьме от последствий голодовки умер член РАФ Хольгер Майнс. На его похоронах Дучке с поднятым кулаком воскликнул: «Хольгер, борьба продолжается!» На жесткую критику этого его поступка после убийства Гюнтера фон Дренкманна он ответил письмом в «Шпигель», в котором он заявил:
«„Хольгер, борьба продолжается“ — это означает для меня, что борьба эксплуатируемых и униженных за своё социальное освобождение составляет единственную основу их политического действия в качестве революционных социалистов и коммунистов […] Убийство антифашистского и социал-демократического председателя Верховного Суда следует понимать как убийство в реакционной немецкой традиции. Классовая борьба есть процесс обучения. Но террор мешает этому учебному процессу угнетенных и униженных».
В личном письме к депутату бундестага от СДПГ Фраймуту Дуве от 01.02.1975 Дучке объяснил своё поведение на могиле Майнса как «психологически объяснимое», но политически «неправильно понятое».
9 апреля 1977, в день убийства Генерального прокурора ФРГ Зигфрида Бубака он отметил в своем дневнике:
«Нарушение левой целостности в ССНС, многозначительные последствия становятся понятными. Что делать? Социалистическая партия становится все более невыносимой!»
В создании партии левее СДПГ он видел необходимую альтернативу терроризму.
Во время «Немецкой осени» в 1977 г. многим левым интеллектуалам было поставлено в вину то, что они подготовили духовную пищу для РАФ. В газете «Цайт» от 16 сентября Дучке ответил обвинением «правящих партий» и предостерегал от последствий террора:
«Индивидуальный террор есть террор, ведущий впоследствии к деспотическому господству, но никак не к социализму».
Однако «Штутгартер Цайтунг» от 24 сентября назвала его вдохновителем РАФ:
«Это Руди Дучке выступал за то, чтобы концепция городской герильи развивалась в нашей стране и чтобы была развязана война в империалистических метрополиях».
Напротив, Дучке полагал, что покушение на его жизнь показало «духовный, политический и социал-психологический климат нечеловеческого отношения», и ещё раз подчеркнул в анализе своего внутреннего развития в декабре 1978 г.:
«Индивидуальный террор […] враждебен массам и антигуманен. Любая самая маленькая гражданская инициатива, любое политико-социальное движение за права молодёжи, женщин, безработных в классовой борьбе […] в сто раз полезнее, чем самое зрелищное действие индивидуального террора». («Склонившись пред Господом», стр. 57)

### Отношение к реальному социализму
Для Дучке демократия и социализм были неотделимы друг от друга. Владение рабочих средствами производства должно стать залогом сохранения завоеваний Французской революции и гражданских прав, а также сделать возможным свободное развитие индивида.
Поэтому с 1956 г. он отвергал ленинизм Советского Союза и стран, находившихся под контролем СССР. Ленинизм он рассматривал как доктринерское опошление истинного марксизма и сведение его до уровня новой бюрократической господской идеологии. С 17 июня 1967 г. он призывал Восточный блок к проникающей все сферы жизни революции и осознанному социализму. В ССНС он активно противостоял симпатизантам ГДР и «традиционалистам», а также их пониманию революции, основанному на ленинской концепции партии кадров. Информатор из «Штази» в ССНС заявил в Министерстве госбезопасности в Восточном Берлине, что Дучке занимает «абсолютно анархистскую позицию»; другой осведомитель сообщал: «Дучке говорит лишь о том, что социализм в ГДР — дерьмовый».
Дучке без смущения приветствовал Пражскую весну. В апреле 1968 г. он ездил в Прагу для участия в собраниях в Карловом университете. Однако ССНС подверг критике его солидарность реформистскому коммунистическому курсу Александра Дубчека. В тот же месяц спикер просоветской фракции ССНС на чрезвычайном собрании во Франкфурте предложил исключить Дучке за его поездку в Чехословакию. Члены собрания не пришли к согласию. После ввода войск Варшавского договора в Чехословакию в августе 1968 г. Дучке подверг себя самокритике, так как ССНС и ССНМ совместно боролись против войны во Вьетнаме:
«Мы совсем впали в обман себя и других? […] Почему Советский Союз (где нет Советов), который поддерживает социально-революционные движения в Третьем мире, ведет себя как империалист по отношению к народу, который самостоятельно под предводительством коммунистической партии принял демократическо-социалистическую инициативу? […] Без ясности в этом вопросе невозможно, занимая социалистическую позицию, достичь конкретной истины и правдоподобности, а угнетенные, эксплуатируемые и униженные в ФРГ и ГДР не будут готовы к тому, чтобы перевести свою экономическую борьбу в политическую классовую борьбу».
Долгое время Дучке приветствовал Культурную революцию Мао Цзэдуна как шаг к так долго ожидаемой дебюрократизации государственного коммунизма и преодолению «азиатского способа производства». Но уже в 1968 г. он под влиянием Эрнеста Манделя отошёл от маоизма. Также он дистанцировался он начавших возникать К-групп, которые некритично относились к Китайской Народной Республике и Албании.
В 1974 г. Дучке опубликовал диссертацию «Попытка поставить Ленина на ноги», в которой он дал марксистский социальный анализ причин советско-китайского тупикового развития по Карлу Августу Виттфогелю. Он считал, что в России никогда не было предпосылок к социалистической революции, и видел неразрывную целостность от «азиатской деспотии» Чингисхана до принудительной сталинской коллективизации и индустриализации. В 1905 г. Ленин ещё только предсказывал развитие капитализма в России, из которого вырастет настоящий рабочий класс, а его октябрьский переворот 1917 г. был откатом к обычному государственному рабству. Политика Сталина была лишь логическим продолжением ленинского запрета партий и фракций. Попытка Сталина повысить промышленную производительность Советского Союза путём жестокой индустриализации так и не смогла устранить зависимость страны от капиталистического мирового рынка. Это привело лишь к новой форме империализма, так что военная поддержка освободительных движений в странах третьего мира и подавление самостоятельных попыток строительства социализма в Восточном блоке представляют собой логическое единство.
Сталинизм он объявлял явным «антикоммунизмом», создавшим монопольную бюрократию, которая была ничуть не менее агрессивной, чем монопольная буржуазия, которую Сталин называл ответственной за германский фашизм. Поэтому не случайно, что сталинский ГУЛАГ и концлагеря не исчезли после 1945 г., а были сохранены. Эту закономерность (а не искажение политики Ленина) в развитии Советского Союза не до конца понимали Лев Троцкий, Бухарин, Карл Корш, Рудольф Баро, Юрген Хабермас и другие марксистские критики и аналитики.
Изолированный «социализм в отдельной стране» есть «антидинамическая тупиковая формация», которая может жить лишь за счёт кредитов и импорта из стран Запада. Все показные внутренние реформы со времен Хрущёва и XX съезда КПСС в 1956 г. были лишь средствами для сохранения бюрократии ЦК:
«Можно искренне заблуждаться и принимать морально-романтическую позицию о том, что возможно „перепрыгнуть“ способ производства, но с социализмом московская и пекинская позиция никогда не имела (и не имеет ничего) общего».
В силу однозначности этого мнения до самого конца существования ГДР в 1990 г. Штази считала Дучке автором «Манифеста Союза Демократических Коммунистов», опубликованного в январе 1978 г. в «Шпигеле». Как и в диссертации Дучке, в этом манифесте содержалось требование перехода от «азиатского способа производства» бюрократического «государственного капитализма» к социалистическому народному хозяйству, от однопартийной диктатуры к многопартийности и разделению власти. Только в 1998 г. был найден автор манифеста — Герман фон Берг, диссидент СЕПГ из Лейпцига.

### Отношение к парламентаризму
Дучке отвергал представительную демократию 60-х гг. и не рассматривал парламент как народный представительный орган. В телевизионном интервью 3 декабря 1967 г. он заявил:
«Я считаю существующую парламентскую систему негодной. Это значит, что в нашем парламенте мы не имеем представителей, выражающих интересы нашего населения — истинные интересы нашего населения. Вы сейчас можете спросить: какие такие истинные интересы? Есть ряд злободневных вопросов. Даже в парламенте. Вопрос об объединении Германий, сохранение рабочих мест, сохранение государственного финансирования, приведение экономики в порядок — все это вопросы, которые должен решить парламент. Но он может их решить лишь в процессе критического диалога с населением. Однако сейчас существуют тотальное разделение между представителями в парламенте и народом, пребывающим в негласности».
Для преодоления этого отчуждения между правящими и теми, кем правят, он призывал к созданию Советской республики, которую он в качестве образца хотел построить в Западном Берлине. Как в Парижской коммуне, должны образоваться коллективы максимум из 3000 человек на основе самоуправляемых предприятий, которые будут полностью самостоятельно в политически свободном дискурсе решать все вопросы, используя принцип ротации и императивного мандата. Полиция, судебная система и тюрьмы становятся излишними. Рабочий день сокращается до 5 часов.
«Раньше фабрика была тем местом, где убивалась жизнь. По мере того, как фабрика переходит под рабочий контроль, жизнь в ней может возродиться. Тогда труд станет средством самовоспроизводства человека, а не его отчуждения».

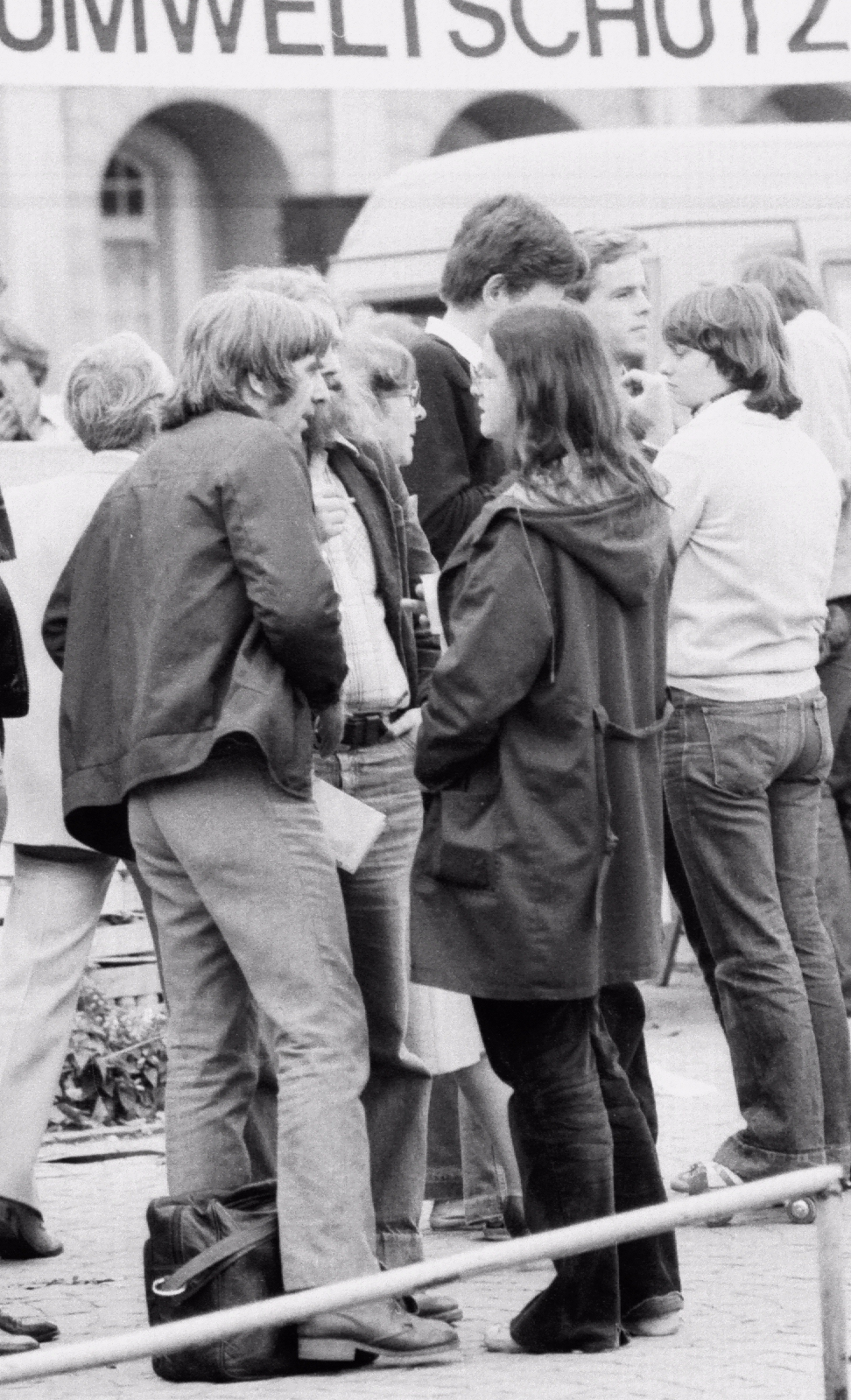
Дучке (слева) на демонстрации против строительства АЭС 14 октября 1979 г. в Бонне

В качестве зародышей таких коллективов он предлагал создать политические «центры действия», которые сведут вместе студенческую среду и жизненный круг рабочих, а также испробуют другие формы коллективной жизни. Он частично реализовал эту идею в области гражданских инициатив, в альтернативном и экологическом движениях.
И до, и после покушения на его жизнь он держался в стороне от всех существующих партий и постоянно искал новые, непосредственные формы действия. Он нашёл единомышленников в итальянском еврокоммунизме и давно думал о создании новой левой партии. Но его скепсис по отношению к стремящейся к самостоятельности ревизионистской партийной элиты оказался сильнее.
С 1976 года Дучке работал над созданием экосоциалистической партии, которая объединила бы новые внепарламентские движения и смогла бы быть эффективной в парламенте. С 1978 г. он с товарищами занимался зелено-альтернативным партийным списком, который должен был участвовать в будущих европейских выборах. В июне 1979 г. его убедили участвовать в выборах по этому списку. После его включения в бременский Зелёный список, который смог первым из всех зелёных региональных списков преодолеть пятипроцентный барьер, перед ним впервые открылось поле деятельности в парламенте.
На программном съезде Зеленых в Оффенбахе-на-Майне Дучке в связи с «немецким вопросом» высказался за право наций на самоопределение, и связанное с ним право на неприсоединение к военным блокам на Западе и Востоке. Эту тему кроме него никто не поднимал, так как она противоречила принципам «свободы насилия», которым в то время следовало большинство: Зелёные показали себя тогда как строго пацифистская антипартийная партия.

### Отношение к германскому единству
Ещё со времен его юности в ГДР Дучке считал разделение Германии анахронизмом, так как обе части страны сначала должны были преодолеть наследство фашизма. 14 августа 1961 г. он пытался разрушить Берлинскую стену, за что был задержан в Западном Берлине.
Разрабатываемая им с 17 июня 1967 г. модель «освобожденной Берлинской Советской республики», в то время не воспринимаемая никем всерьез, ориентировала своё влияние на Восточную Германию и должна была стать примером будущей общегерманской базисной демократии:
«Если Западный Берлин разовьется в новую единую структуру, это поставило бы ГДР перед выбором: либо ужесточение её режима, либо истинное освобождение социалистических тенденций в ГДР. Я больше склоняюсь ко второму».
Он выступал за германское объединение, что западногерманская левая в то время почти единодушно отвергала, и рассматривал его как «революционное звено в наступлении на поздний капитализм и ревизионизм» и как интегральную составную часть успешной социалистической революции в обеих Германиях.
Так же, как он приветствовал вьетнамскую войну как «национальную освобождение» от империализма, он видел по обе стороны Железного занавеса мятущуюся социалистическую революцию как явный признак выросшего самосознания немцев, направленного против негативных процессов извне. Это самосознание должно надолго предотвратить откат к старому национализму.
Бернд Рабель в написанной им биографии Дучке, не принятой научным миром, пытался представить Дучке, своего раннего соратника как представителя «национальной революции». Гретхен Клотц энергично отрицала это:
«Руди хотел уничтожить забитость как личный признак немецкой идентичности. […] Он боролся за антиавторитарную, демократическую, объединённую Германию и за антиавторитарный, демократический и социалистический мир. Он был не „национал-революционером“, а социалистом-интернационалистом, который, в отличие от других, понял, что игнорирование национального вопроса является политически неверным. […] Он искал нечто совершенно новое, не имеющее отношения к авторитарному, национал-шовинистическому немецкому прошлому. Тот, кто по-другому интерпретирует Руди, дискредитирует его идеи».

## Актуальность сегодня

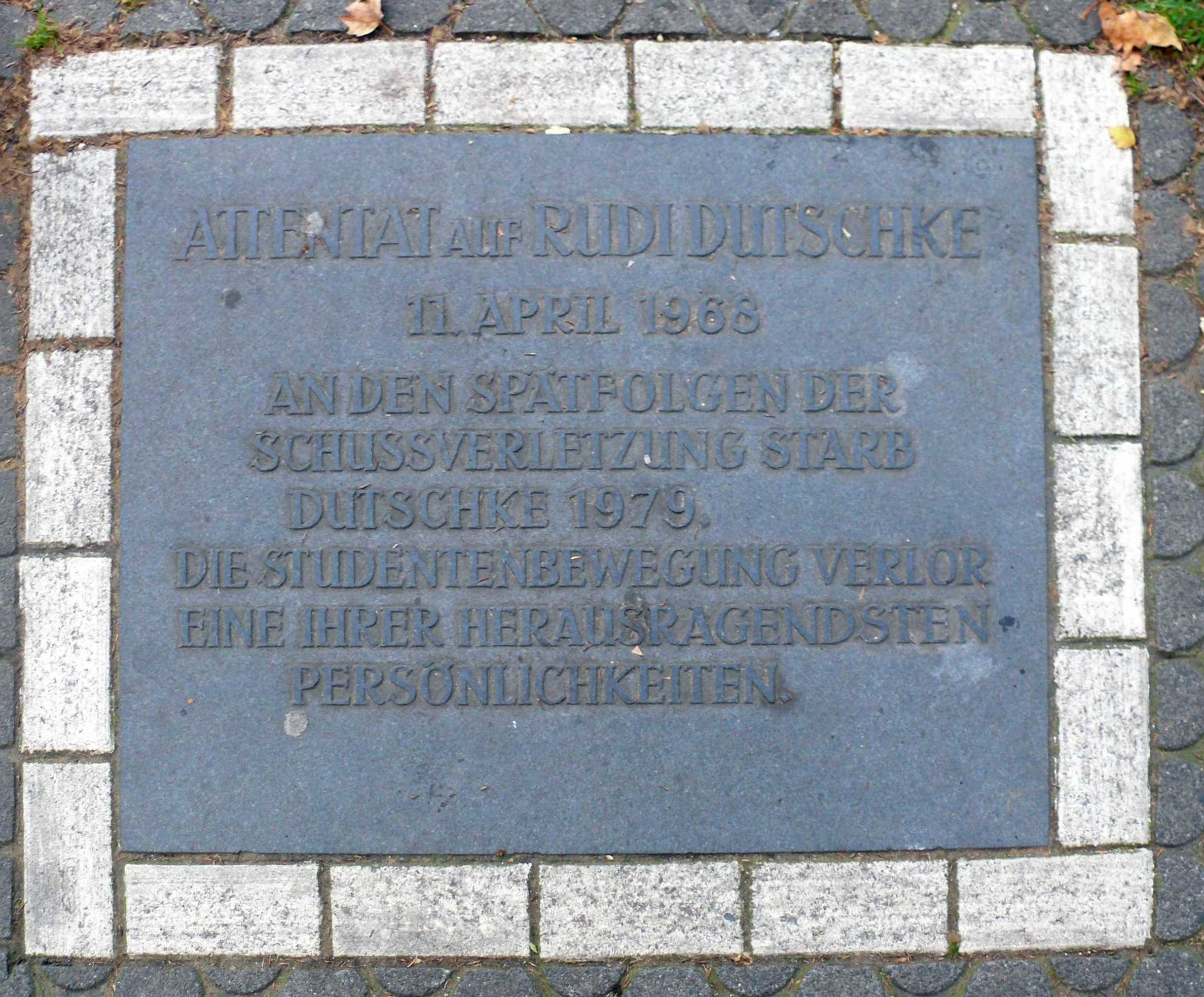
Памятная доска на месте покушения на Дучке

Дучке был источником раздражения не только для своих консервативных противников, но и для традиционных марксистов. Сегодня его идеологическое наследие и практика, особенно касательно его отношения к насилию, вновь горячо обсуждаются. Сегодня так же, как и раньше, спорят о его геваристской концепции «городской герильи», которую он развивал с 1966 г. Политолог Вольфганг Краусхаар видит в этой концепции теоретическое обоснование терроризма в том виде, как его позднее практиковала РАФ. Он, основываясь на многих, частично не опубликованных высказываниях Дучке, показывает, что его концепция не была продуктом распада и разочарования движения 68-го, а твердым обоснованием деятельности этого движения. Так оно звучало в «Организационном реферате», составленном Дучке и Хансом-Юргеном Краалем и зачитанном 5 сентября 1967 г. на Съезде ССНС во Франкфурте-на-Майне:
«„Пропаганда выстрелов“ (Че Гевара) в Третьем мире должна быть дополнена „пропагандой дела“ в метрополиях, которая делает исторически возможной перевод сельской герильи в город. Городской партизан является организатором пагубной нерегулярности как фактора разрушения системы репрессивных институтов».
«Франкфуртер Рундшау» писала, «что Дучке пропагандировал то, что практиковали Баадер и РАФ». Журналист Рихард Херцингер обвинил его и его товарищей из ССНС в следующем:
«68-ники, примкнув к этой маниакальной насильственной идеологии „пророка трех континентов“ Че Гевары, жаждали не меньшей, а большей войны, не меньше, а больше жертв».
Нельзя однозначно ответить на вопрос, в чём именно должна состоять «нерегулярность», к которой призывал Дучке. Его вдова Гретхен Дучке-Клотц и другие видят в этом целенаправленные конфронтационные, но не насильственные нарушения запретов с целью расширения поля действия демократии. Она писала об этом 8 августа 2005 г. в «Тагесцайтунг»:
«Если теории Руди привели к терроризму Баадера-Майнхоф, то тогда Томас Джефферсон был вдохновителем Усамы бен Ладена».
За такие высказывания некоторые немецкие историки обвиняют её сегодня в «защите мифа Дучке».
Для Ральфа Дарендорфа теоретические работы Дучке и его социологические исследования не имеют сегодня общественной значимости:
Он был смутьяном, не оставившим после себя идейного наследия. Все, что в нём заметно, это его личность: принципиальный, честный и надежный человек. Но я не знаю никого, кто мог бы сказать: «это была идея Дучке, мы должны ей следовать».
30 апреля 2008 г. часть Кохштрассе в Берлине была официально переименована в улицу Руди Дучке. Она граничит непосредственно с Аксель-Шпрингер-Штрассе. В 2005 г. вокруг этого переименования был публичный скандал. Несколько жалоб жильцов, а также от находящегося на Кохштрассе издательства Акселя Шпрингера остались без удовлетворения.

## Фильмы
«Второй канал немецкого телевидения» (ZDF) с апреля 2008 г. снимает телефильм о жизни студенческого лидера, начиная с 1964 г. В главной роли — Кристоф Бах, режиссёр — Штефан Кромер, сценарий Даниеля Ноке. Фильм содержит документальные элементы, оригинальные съёмки и фрагменты интервью с Дучке и выйдет на экраны осенью 2008 г.
Дучке является второстепенным персонажем в немецком фильме 2008 года «Комплекс Баадера — Майнхоф», рассказывающем об истории Фракции Красной Армии. В роли Дучке — Себастьян Бломберг.

## Сочинения
- Rudi Dutschke: Jeder hat sein Leben ganz zu leben — Die Tagebücher 1963—1979 (Каждый должен прожить свою жизнь полностью — дневники 1963—1979). Hrsg. v. Gretchen Dutschke. Kiepenheuer & Witsch, Köln 2003, ISBN 3-462-03224-0
- Rudi Dutschke: Geschichte ist machbar. Texte über das herrschende Falsche und die Radikalität des Friedens (Историю можно творить. Тексты о правящей Лжи и о радикальности мира). Hrsg. von Jürgen Miermeister. Klaus Wagenbach, Berlin 1991, ISBN 3-8031-2198-1.
- Rudi Dutschke: Lieber Genosse Bloch… — Briefe Rudi Dutschkes an Karola und Ernst Bloch (Дорогой товарищ Блох… — письма Руди Дучке Кароле и Эрнсту Блох). Hrsg. von Karola Bloch und Welf Schröter. Talheimer Verlag, Mössingen 1988, ISBN 3-89376-001-6
- Rudi Dutschke: Aufrecht gehen — Eine fragmentarische Autobiographie (Идти с высоко поднятой головой — фрагменты автобиографии). Herausgegeben von Ulf Wolter, eingeleitet von Gretchen Dutschke-Klotz, Bibliographie: Jürgen Miermeister, Olle und Wolter, Berlin 1981, ISBN 3-88395-427-6, Lizenzausgabe Büchergilde Gutenberg, auszugsweise über das «Spiegel» Archiv erhältlich. Schwedische Ausgabe bei Symposion, 1983, ISBN 91-7696-025-0
- Rudi Dutschke: Mein langer Marsch. Reden, Schriften und Tagebücher aus zwanzig Jahren (Мой долгий марш. Речи, работы и дневники за двадцать лет жизни). Hrsg. von Gretchen Dutschke-Klotz, Helmut Gollwitzer und Jürgen Miermeister. Rowohlt, Reinbek 1980, ISBN 3-499-14718-1
- Fritz J. Raddatz (Hrsg.): Warum ich Marxist bin (Почему я марксист). Kindler, München 1978, S. 95-135, ISBN 3-463-00718-5
- Rudi Dutschke: Gekrümmt vor dem Herrn, aufrecht im politischen Klassenkampf: Helmut Gollwitzer und andere Christen (Склонившись пред Господом, выпрямившись в политической классовой борьбе: Гельмут Голльвитцер и другие христиане). In: Andreas Baudis u.a. (Hrsg.): Richte unsere Füße auf den Weg des Friedens. Für Helmut Gollwitzer zum 70. Geburtstag. Christian Kaiser, München 1978, S. 544—577, ISBN 3-459-01186-6
- Rudi Dutschke / Manfred Wilke (Hrsg.): Die Sowjetunion, Solschenizyn und die westliche Linke (Советский Союз, Солженицын и западные левые). Rowohlt, Reinbek 1975
- Frank Böckelmann, Herbert Nagel (Hrsg.): Subversive Aktion. Der Sinn der Organisation ist ihr Scheitern (Субверсивное действие. Смысл организации — в её уничтожении). Neue Kritik, Frankfurt am Main 1976, 2002, ISBN 3-8015-0142-6
- Rudi Dutschke: Versuch, Lenin auf die Füße zu stellen. Über den halbasiatischen und den westeuropäischen Weg zum Sozialismus (Попытка поставить Ленина на ноги. О полуазиатском и западноевропейском пути к социализму). Klaus Wagenbach, Berlin 1974, 1984, ISBN 3-8031-3518-4
- Rudi Dutschke: Zur Literatur des revolutionären Sozialismus von K. Marx bis in die Gegenwart (К литературе революционного социализма К. Маркса в настоящем). sds-korrespondenz sondernummer. Berlin 1966, Paco Press, Amsterdam 1970 (diverse Reprints), ISBN 3-929008-93-9
- Uwe Bergmann, Rudi Dutschke, Wolfgang Lefèvre, Bernd Rabehl: Rebellion der Studenten oder die neue Opposition (Восстание студентов или новая оппозиция. Анализ). Eine Analyse. Rowohlt, Reinbek bei Hamburg 1968.
- Rudi Dutschke: Wider die Päpste. Über die Schwierigkeiten, das Buch von Bahro zu diskutieren. Ein offener Brief an den Stasi Chef (Против Пап. О сложностях обсуждения книги Баро. Открытое письмо главе Штази); in Ulf Wolter (Hrsg.): Antworten auf Bahros Herausforderung des realen Sozialismus; Berlin: Olle & Wolter, 1978, ISBN 3-921241-51-0; engl. Ausgabe, USA, M.E.Sharpe, 1980, ISBN 978-0-87332-159-4; Books on Demand, ProQuest/AstroLogos, ISBN 978-0-7837-9935-3, 2007, Ulf Wolter (Hrsg.), Rudolf Bahro, Critical Responses mit Beiträgen von Marcuse, Pelikan, Lombardo Radice u.a.